# Gottfried Heinrich Krohne

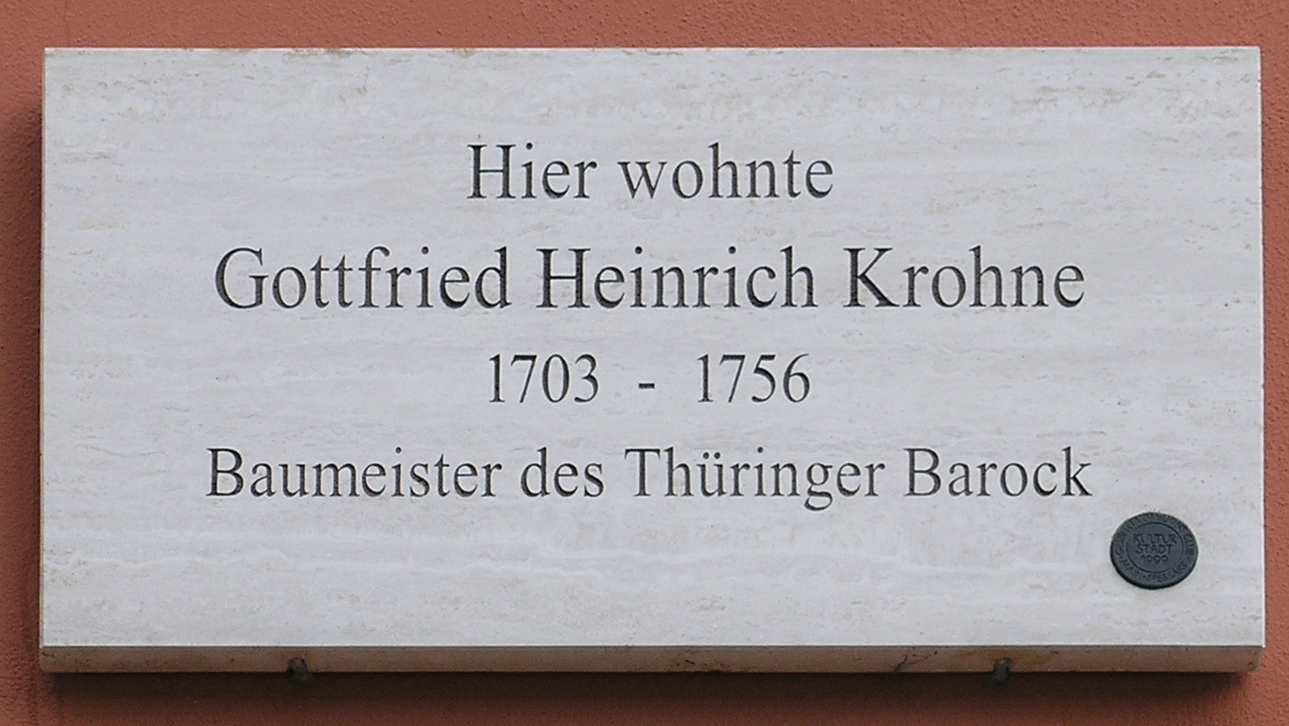
Gedenktafel am Haus Jakobstraße 15 in Weimar

Gottfried Heinrich Krohne (* 26. März 1703 in Dresden; † 30. Mai 1756 in Weimar) war ein deutscher Architekt in der Zeit des Barocks.

## Leben und Wirken
Krohne wurde als Sohn des Stallknechts Johann Christoph Crune[sic] geboren. Er war der Hofbaumeister der Herzöge von Sachsen-Weimar (ab 1726), Sachsen-Gotha und der Fürsten von Schwarzburg-Rudolstadt (ab 1743), arbeitete jedoch auch für andere Fürsten wie die Erzbischöfe aus Mainz und Bamberg. Krohne war ebenfalls Architekt einiger Bauten in Nordfranken. Zu seinem Hauptwerk zählen die Planungen zum völligen Neuaufbau der Stadt Ilmenau, nachdem diese 1752 durch einen Stadtbrand zerstört wurde. Krohne gilt vielen als bedeutendster Baumeister der Thüringer Geschichte. 
Von Krohne ist bislang nur ein einziges Porträt bekannt. Dieses ist auf der Rudolstädter Heidecksburg als Gemälde zu sehen.
Seine letzte Ruhestätte fand der Baumeister auf dem Weimarer Jakobsfriedhof. Seine Gedenktafel findet man nahe der Sakristei im nördlichen Gräberfeld.
Einer seiner bedeutendsten Mitarbeiter und Schüler Krohnes war Johann David Weidner, der zunächst als Bauleiter die Bauten Krohnes begleitete und nach dessen Tod sein Werk fortführte. Er war als Oberlandbaumeister Nachfolger von Johann Adolph Richter.

## Werke

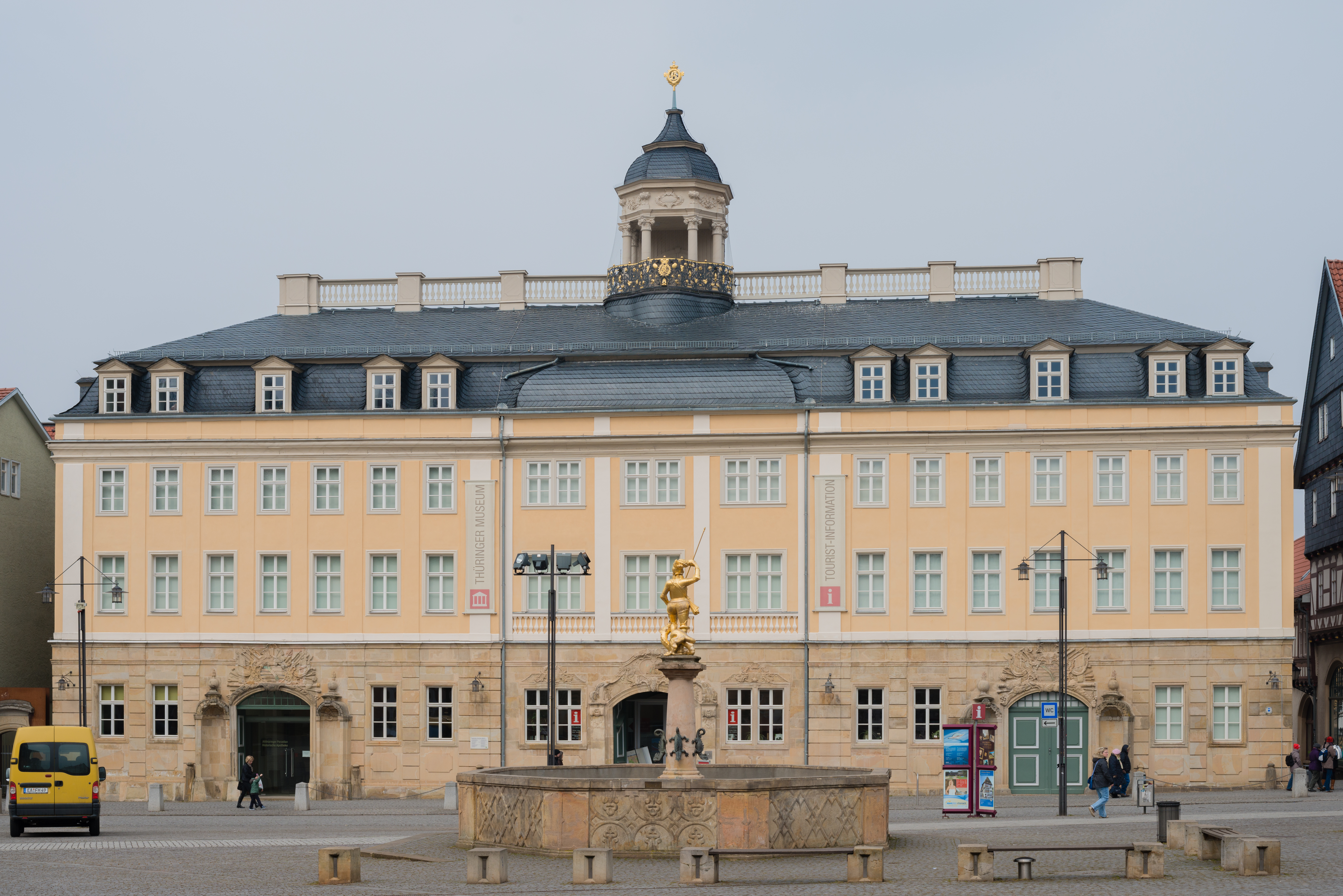
Stadtschloss Eisenach

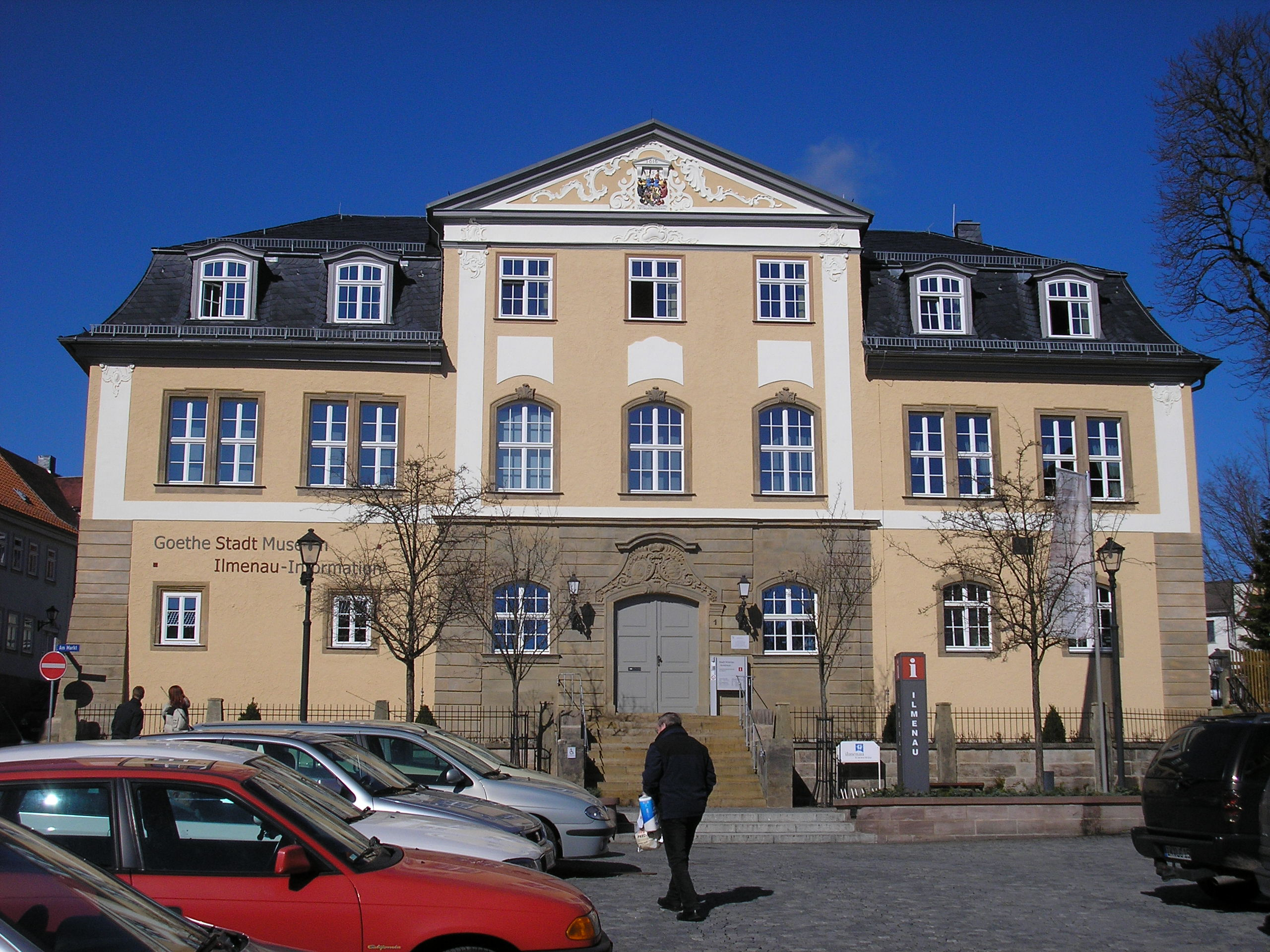
Amtshaus in Ilmenau

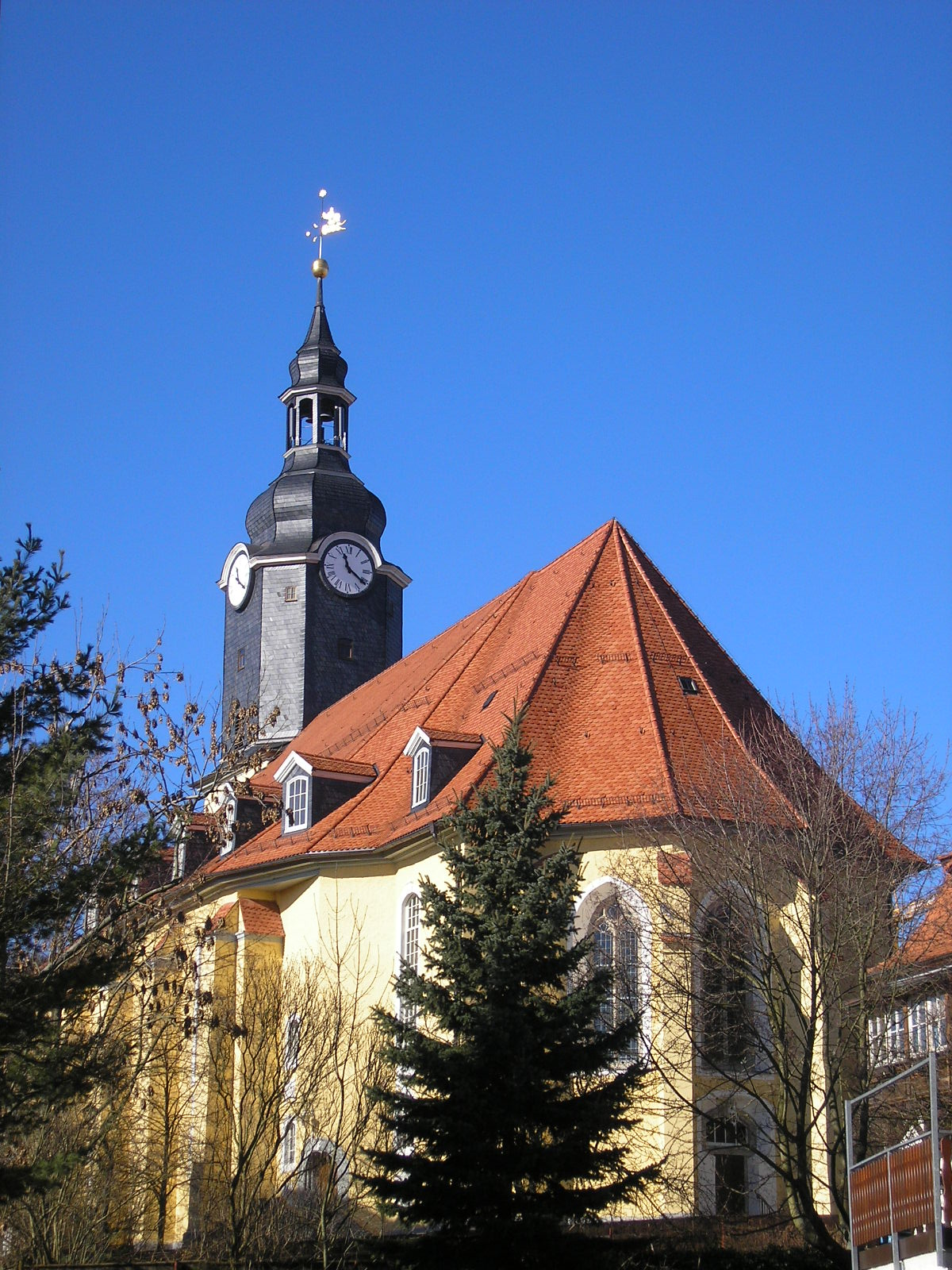
Stadtkirche Ilmenau

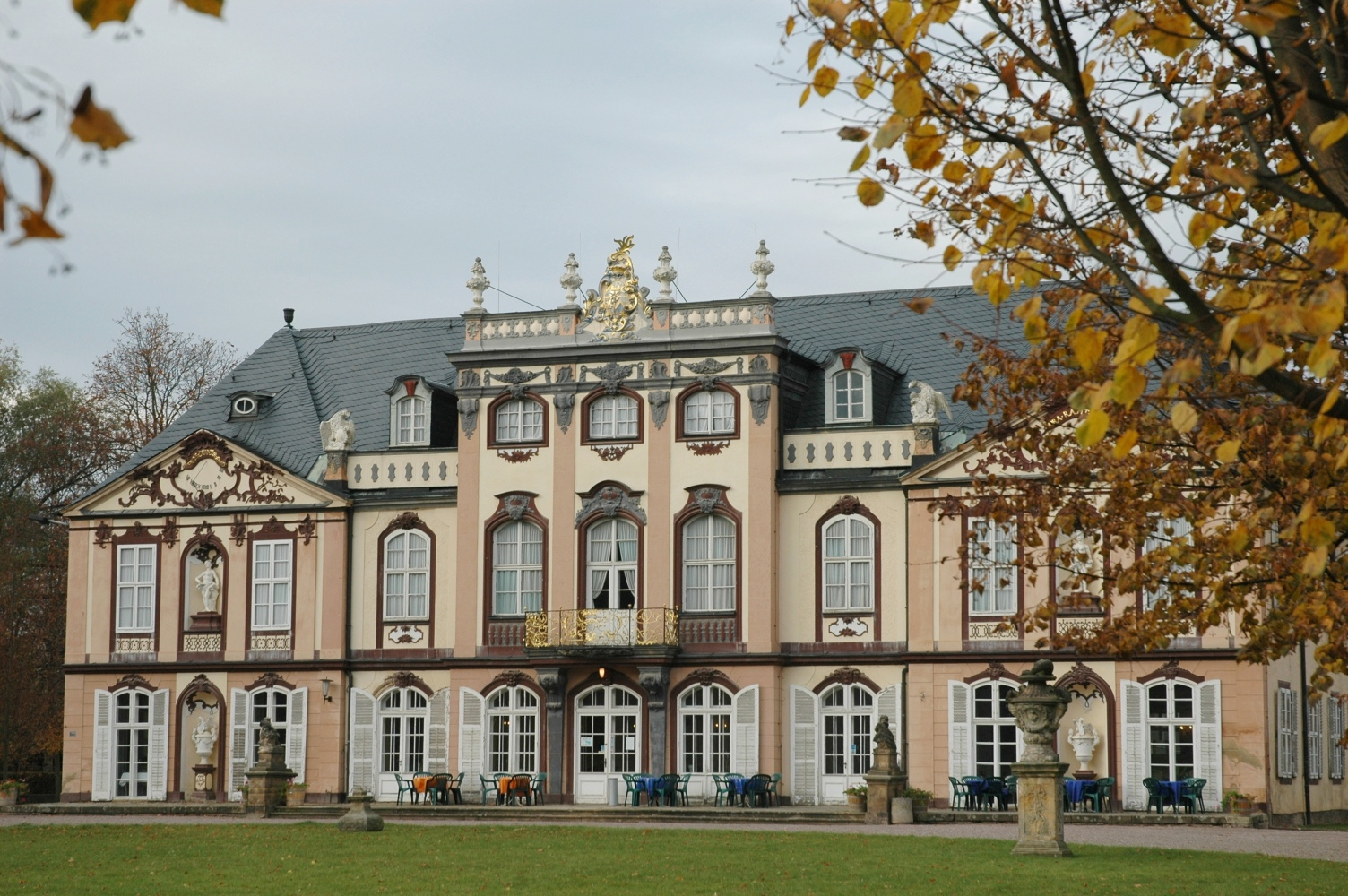
Schloss Molsdorf bei Erfurt

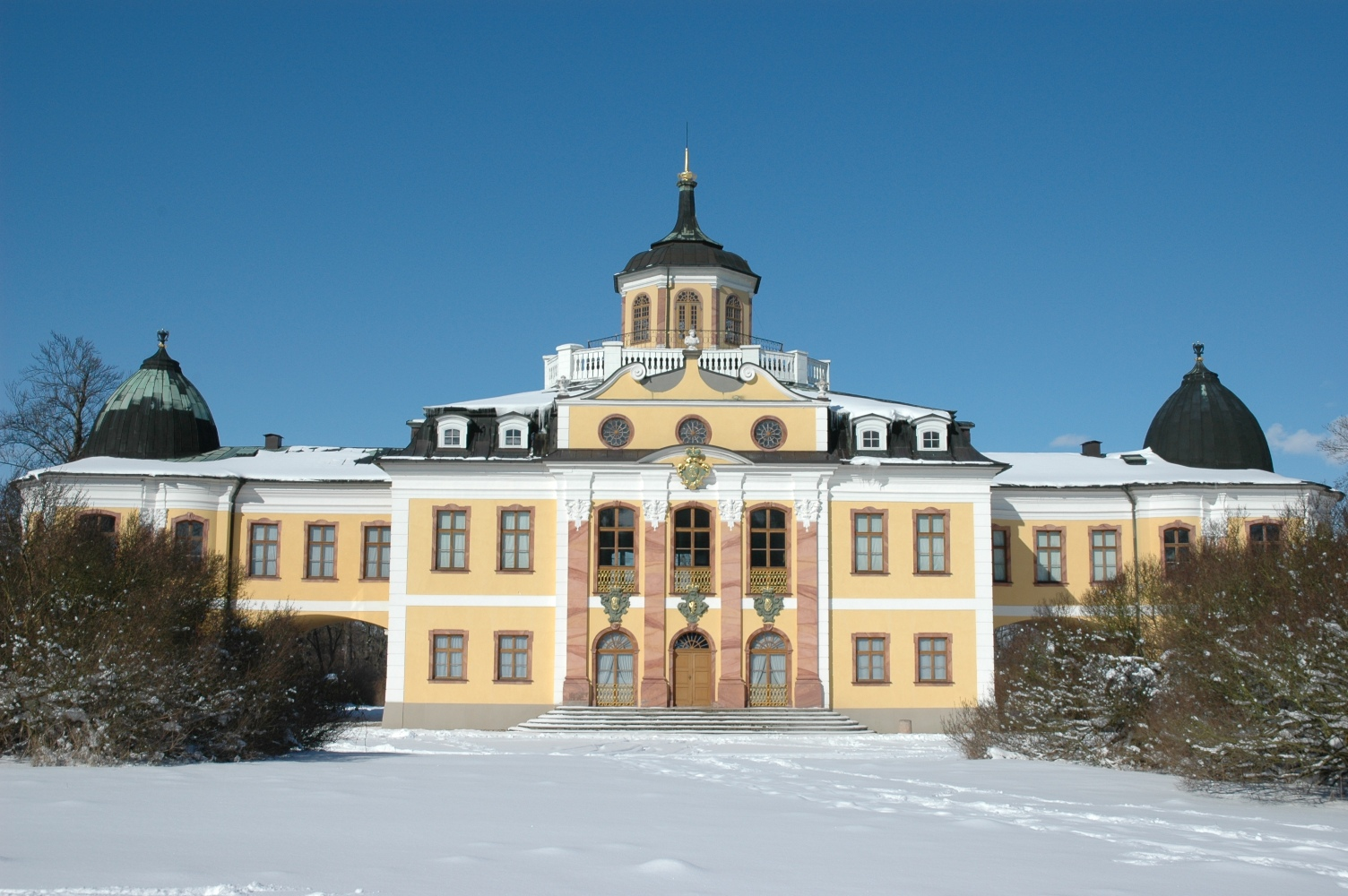
Schloss Belvedere bei Weimar

### Sachsen-Weimar-Eisenach
- Marstall und Stuckdecke im Herzogshaus der Burg Creuzburg in Creuzburg (1744/45)
- Sanierung der Werrabrücke Creuzburg (1747)
- Rokokoschloss bzw. Neues Schloss der Dornburger Schlösser in Dornburg (1736–1741)
- Pläne zur Neugestaltung des Eisenacher Marktplatzes zum Repräsentationszentrum (Abriss der Georgenkirche mit anschließendem Neubau war geplant); die Pläne konnten jedoch wegen des Tods des Herzogs Ernst August I. nicht ausgeführt werden
- Stadtschloss Eisenach (1741–1751)
- Schloss Ettersburg in Ettersburg bei Weimar (1730–1740)
- Ausbau des Schlosses Kochberg in Großkochberg (1732/33)
- Schloss Hardisleben in Hardisleben bei Sömmerda (1739/40)
- Jagdschloss Hohe Sonne bei Eisenach (1741–1746)
- St. Jakobus in Ilmenau (geplant 1752; umgesetzt 1760–1770)
- Amtshaus in Ilmenau (1756)
- Schloss Ilmenau (1740), beim Stadtbrand 1752 zerstört
- Stadtanlage Ilmenaus, 1752 nach Stadtbrand (Straßen und Gebäude)
- Ausbau des Schlosses Marksuhl in Marksuhl bei Eisenach (1741–1743)
- Hausmannsturm (Schlossturm) in Weimar (1729–1732)
- Schloss Belvedere bei Weimar (1728–1740)
- Umbau des Jagdschlosses Wilhelmsthal bei Eisenach (1741)

### Andere thüringische Staaten
- Orangerie in Gera (für das Fürstentum Reuß-Gera) (1729–1732)
- Gemächer von Schloss Friedenstein in Gotha (für das Herzogtum Sachsen-Gotha), (1747–1751)
- Orangerie in Gotha (für Sachsen-Gotha) (1747–1774)[2]
- Schloss Großvargula in Großvargula bei Bad Langensalza (für Kurmainz) (1727)
- Marienthalbrücke über die Apfelstädt bei Molsdorf (in Sachsen-Gotha, für Reichsgraf Gustav Adolf von Gotter) (1751/1752)
- Umbau von Schloss Molsdorf in Molsdorf bei Erfurt aus einer Wasserburg (in Sachsen-Gotha, für Reichsgraf Gustav Adolf von Gotter) (1734–1751)
- Innenausbau, Sanierung sowie Errichtung des Turms auf Schloss Heidecksburg in Rudolstadt (für Schwarzburg-Rudolstadt) (1743–1756)
- Waschhaus auf Schloss Heidecksburg in Rudolstadt (1754)
- Barockes Wohnhaus am Markt 2 in Rudolstadt (1745)
- Barockes Eckwohnhaus am Markt in Suhl (1754)
- Stadtkirche St. Nikolai in Geschwenda (1741–1742)

### Franken
- Basilika Vierzehnheiligen bei Bad Staffelstein (für den Abt Stephan Mösinger von Kloster Langheim, Vorarbeiten in Konkurrenz zum Bistum Bamberg und Balthasar Neumann; 1743–1772)
- Kloster Langheim in Klosterlangheim bei Lichtenfels (Bistum Bamberg), Beteiligung an den von 1680 bis 1792 andauernden Bauarbeiten
- Langheimer Hof in Bamberg (Bistum Bamberg)

## Ehrungen
In Ilmenau und Klosterlangheim (bei Lichtenfels) sind Straßen nach Krohne benannt. Sein ehemaliges Wohnhaus in der Weimarer Jakobsstraße 15 / Ecke Vorwerksgasse ist mit einer Tafel gekennzeichnet (siehe Foto).